# Oberlausitzische Bibliothek der Wissenschaften
Die Oberlausitzische Bibliothek der Wissenschaften (OLB) ist mit über 150.000 Bänden die größte Bibliothek der Stadt Görlitz und zugleich die wichtigste Regionalbibliothek zwischen Dresden und Breslau. Sie befördert Wissenstransfer und Identitätsfindung zwischen Deutschland, Polen und Tschechien. Die Oberlausitzische Bibliothek der Wissenschaften ist eine öffentliche wissenschaftliche Bibliothek und Bestandteil der Görlitzer Sammlungen für Geschichte und Kultur.

## Geschichte
Am 21. April 1779 fanden sich in Görlitz, einer Stadt mit damals etwa 7.500 Einwohnern im Osten des Kurfürstentums Sachsen und inmitten der einst politisch und wirtschaftlich selbstständigen Oberlausitz, 20 Vertreter des gebildeten Bürgertums und des aufgeklärten Adels zusammen, um eine wissenschaftliche Gesellschaft ins Leben zu rufen, die sich den Namen Oberlausitzische Gesellschaft zur Beförderung der Geschichts- und Naturkunde, ab 1792 Oberlausitzische Gesellschaft der Wissenschaften, gab.
Die Oberlausitzische Bibliothek der Wissenschaften ging 1950 aus der Bibliothek der ehemaligen Oberlausitzischen Gesellschaft der Wissenschaften und der 1727 nach Görlitz gelangten Milichschen Bibliothek hervor.

### Gesellschaftsbibliothek
Die Oberlausitzische Gesellschaft der Wissenschaften war 1779 auf Initiative des damals 27 Jahre alten Juristen, Historikers und Sprachforschers Karl Gottlob Anton (1751–1818) und des Gutsherrn und Naturwissenschaftlers Adolf Traugott von Gersdorff (1744–1807) in Görlitz gegründet worden. Ihre Mitglieder waren von den Ideen der Aufklärung, die die menschliche Vernunft in den Mittelpunkt stellte, getragen und forschten in allen Wissensgebieten. Entsprechend universal waren auch die angelegten Buchbestände, die von naturwissenschaftlichen Werken über Grammatiken und Enzyklopädien bis hin zu historischer Literatur reichten.
Während des 19. Jahrhunderts profilierte sich die Oberlausitzische Gesellschaft zu einem besonders auf dem Gebiet der Regionalgeschichte der Oberlausitz forschenden Verein. Die Bibliothek gewann als Oberlausitzer Provinzialbibliothek zunehmende Bedeutung, war aber den Mitgliedern der Gesellschaft vorbehalten und nicht öffentlich zugänglich.

#### Adolf Traugott von Gersdorff (1744–1807)

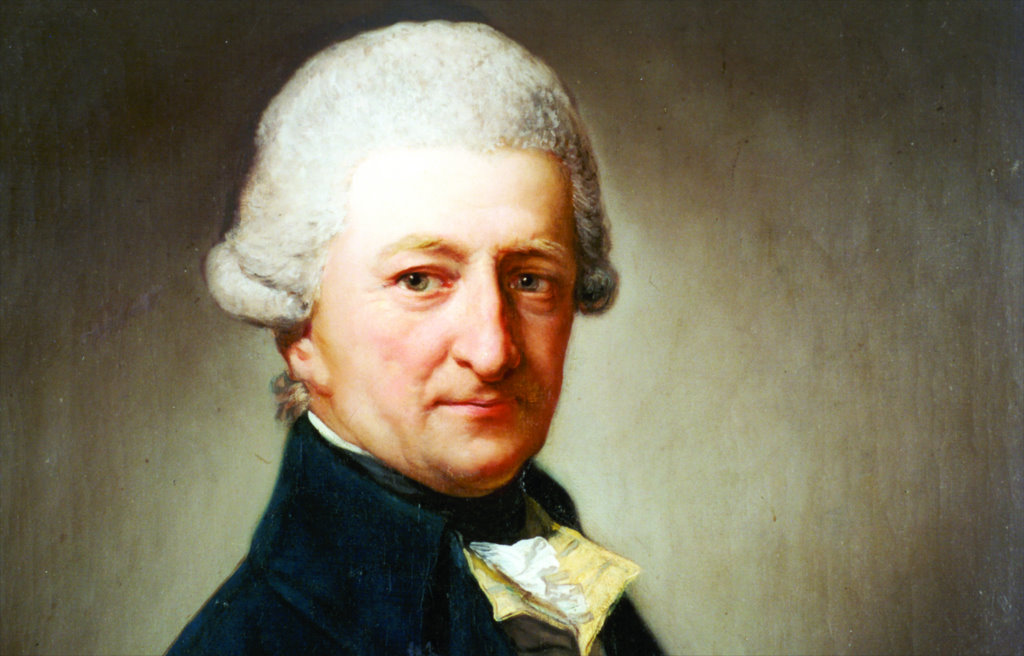
Adolf Traugott von Gersdorff

Als einer der Begründer der Oberlausitzischen Gesellschaft der Wissenschaften hinterließ von Gersdorff seine wissenschaftlichen Kollektionen und eine Bibliothek mit etwa 10.000 Bänden dieser Vereinigung. So verfügt die heutige Bibliothek über die umfangreichste Sammlung an Literatur zum Blitzschutz des 18. Jahrhunderts aus dem Gersdorffschen Erbe. Neben den physikalischen, meteorologischen und mineralogischen Buchtiteln zählen Gersdorffs Reisetagebücher, seine geographischen Werke und die Landkartensammlung zu den herausragenden Gegenständen für Forschung und Wissenschaft. Sie zeugen von einem bemerkenswerten Geistesleben in der Oberlausitz und dem regen Austausch mit Denkern in ganz Europa.

#### Karl Gottlob Anton (1751–1818)

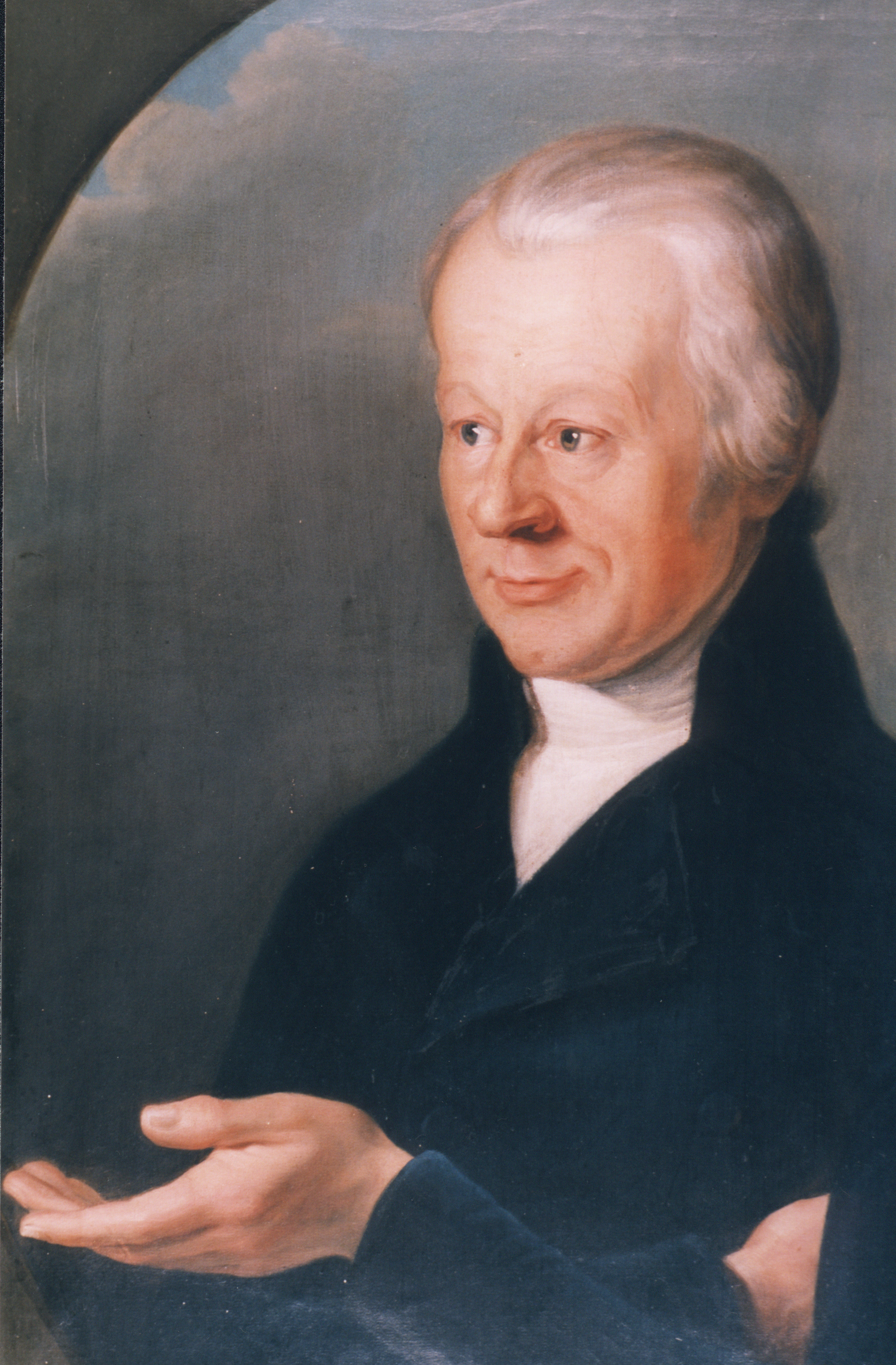
Karl Gottlob Anton

Der Görlitzer Jurist Karl Gottlob Anton, 1802 geadelt, regte 1779 an, „eine thätige gelehrte Gesellschaft zu stiften“. Sein wissenschaftliches Interesse galt neben der Geschichte und der Rechtskunde besonders der Sprachforschung und der Slawistik. Bleibende Verdienste erwarb sich Anton bei der Erforschung der sorbischen Sprache, der slawischen Altertumskunde und der frühen Agrargeschichte. Davon zeugen vor allem seine Bücher in den Bereichen Sprachkunde, Politik und Gewerbekunde.
1801 übereignete Karl Gottlob Anton seine wissenschaftlichen Arbeiten und ca. 10.000 Bücher der Oberlausitzischen Gesellschaft, deren Sekretär er war. 1804 kaufte er dieses Haus, um es ein Jahr später der Gelehrtengesellschaft für ihre immer umfangreicher werdenden Sammlungen zur Verfügung zu stellen.

### Milichsche Bibliothek
Die Milichsche Bibliothek war als private Sammlung der Schweidnitzer Juristen Gottlieb (1650–1720) und Johann Gottlieb Milich (1678–1726) entstanden und bereits 1727 als Legat an das Görlitzer Gymnasium Augustum gekommen. Sie war in ihrem ursprünglichen Bestand vorwiegend juristisch und religiös geprägt.
Milich vermachte der Stadt Görlitz testamentarisch 1726 seine Sammlung von rund 7.000 Büchern, 200 Manuskripten und 500 Münzen nebst einer Anzahl Kuriositäten und Merkwürdigkeiten. Er knüpfte daran die Bedingung, dass die Sammlungen über 200 Jahre hinweg für jedermann zweimal in der Woche zur Verfügung zu stehen hätten.
Erst als Gymnasialbibliothek erhielt sie ihr umfassendes Profil, das nicht zuletzt durch alte Bestände der Görlitzer Klosterbibliothek und Stiftungen Görlitzer Bürger (u. a. Samuel Traugott Neumann) bereichert wurde. Auch heute noch können alle Bücher im Lesesaal der OLB benutzt werden.

## Eine klassizistische Kulissenbibliothek

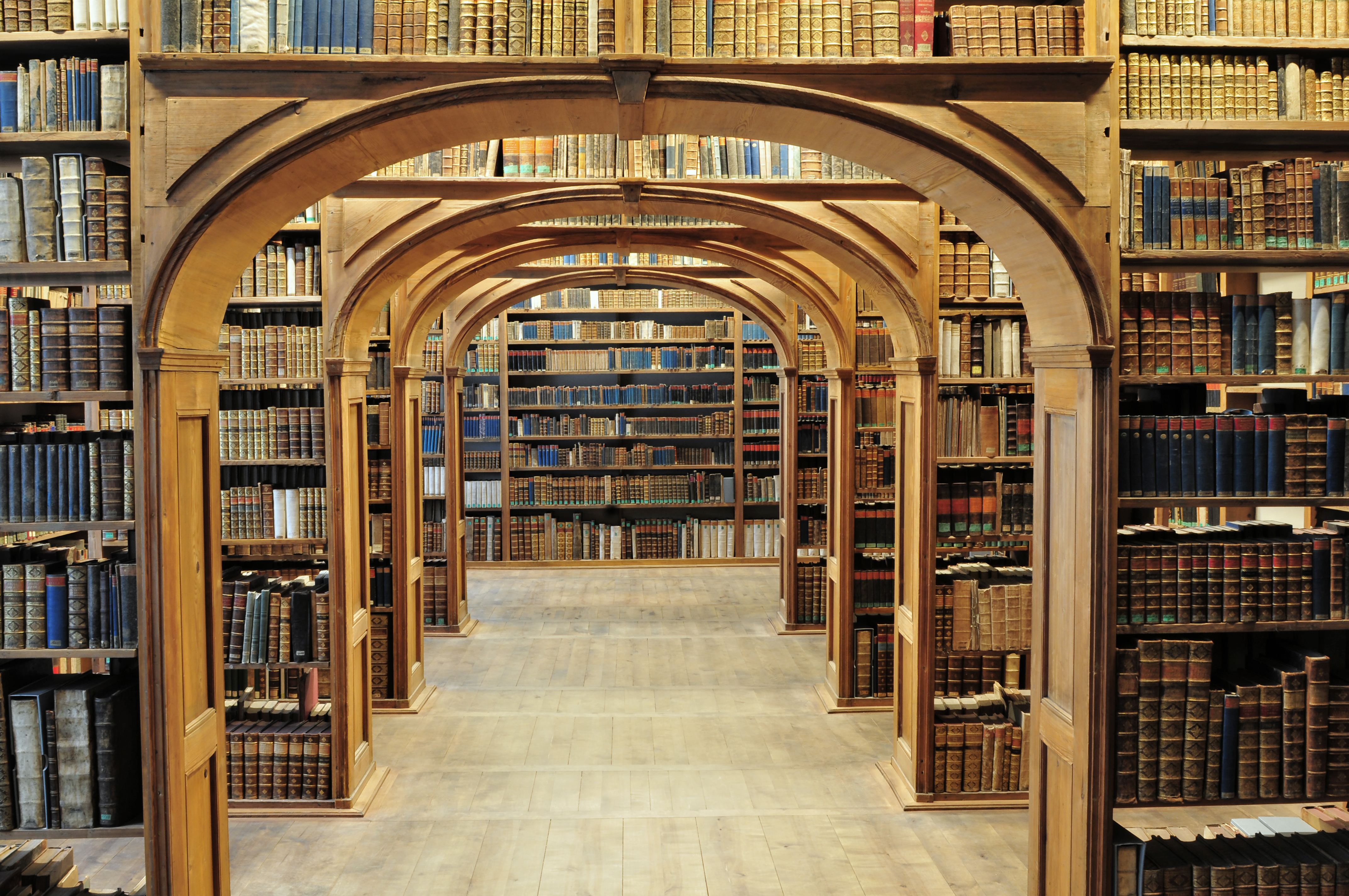
Klassizistische Kulissenbibliothek im historischen Bibliothekssaal nach der Sanierung des Jahres 2010

Der Bibliothekssaal wurde 1806 bezogen, als Karl Gottlob Anton seine eigene Bibliothek der Gesellschaft schenkte. Möglicherweise gehörten die ersten vier Bücherbögen zu dieser Schenkung; 1841 kam ein weiterer Bogen dazu.
Der große Büchersaal wurde nach dem Vorbild der Bibliothek der Franckeschen Stiftungen in Halle und adligen Privatbüchereien in Mitteldeutschland und Schlesien eingerichtet. Die Grundidee folgt barocker Theaterarchitektur – mit Triumphbögen des Wissens, die wie Kulissen den Saal gliedern.
Als Arbeitsbibliothek fehlt prunkvoller Schmuck. Allein Buchrücken zieren den Raum. Die älteren Stuckdecken wurden abgeschlagen, damit nichts von der Macht des Wortes ablenkte. Bei der Restaurierung 1951 hat man die ursprüngliche Stuckierung malerisch wieder angedeutet.
Heute gehört der Saal als Interieurkunstwerk in seiner charakteristischen Schlichtheit zu den schönsten Bibliotheksräumen des frühen Klassizismus.
Die Bibliothek nutzt heute auch das „Optikgebäude“ des 1990 geschlossenen Optikherstellers Meyer-Optik in der Görlitzer Arndtstraße.

## Bestand
Die OLB verfügt heute über einen Bestand von über 150.000 Bänden. Über 40 Prozent (ca. 65.000 Bände) davon sind historische Werke (vor 1900). Darunter befinden sich zahlreiche Raritäten und Kostbarkeiten, wie z. B. Inkunabeln oder eine Sammlung von Flugschriften aus dem 16. Jahrhundert. Aber auch wertvolle Handschriften und ca. 3.000 historische Karten und Atlanten werden in der Oberlausitzischen Bibliothek aufbewahrt.
Von herausragendem wissenschaftlichen Wert sind die im Komplex Archiv zusammengefügten Bestände. Dort befindet sich u. a. das Archiv der Oberlausitzischen Gesellschaft der Wissenschaften mit den Nachlässen von Karl Gottlob Anton und Adolf Traugott von Gersdorff, aber auch die Nachlässe anderer Gelehrter und Dichter der Region. Dabei reicht die Palette von Manuskripten des großen Oberlausitzer Aufklärers Ehrenfried Walther von Tschirnhaus (1651–1708) über Aufzeichnungen des Muskauer Dichters und Pückler-Vertrauten Leopold Schefer (1784–1862) bis zum Nachlass des Görlitzer Schriftstellers und Publizisten Ludwig Kunz (1890–1976).
Mit dem Mühlenarchiv aus dem Nachlass des Mühlenforschers Günter Rapp beherbergt die Bibliothek eine umfangreiche Sammlung von Texten und ca. 16.000 Fotografien von Mühlen der Oberlausitz und der ehemaligen DDR.

## Schätze und Raritäten
Ein handschriftlicher Kodex aus dem 11. Jahrhundert mit Texten des römischen Geschichtsschreibers Sallust ist der älteste Band in der Bibliothek. Zahlreiche prächtige Inkunabeln zeugen von der Kunst der Buchdrucker in der Zeit Gutenbergs. Flugschriften der Reformationszeit belegen die wichtige Rolle des Buchdruckes in den religiösen und politischen Kämpfen des 16. Jahrhunderts.
Zu den Kostbarkeiten gehören der frühesten Görlitzer Druck, die Francysk Skaryna Bibel aus dem 16. Jahrhundert als der erste Druck in belarussischer Sprache sowie Manuskripte zur Algebra vom bedeutenden Frühaufklärer Ehrenfried Walther von Tschirnhaus (1651–1708). Die Kartensammlung umfasst Atlanten und Einzelblätter bedeutender europäischer Verlage und Herausgeber, u. a. von Gerhard Mercator (1571) und Abraham Ortelius (1621).

## Jakob Böhme

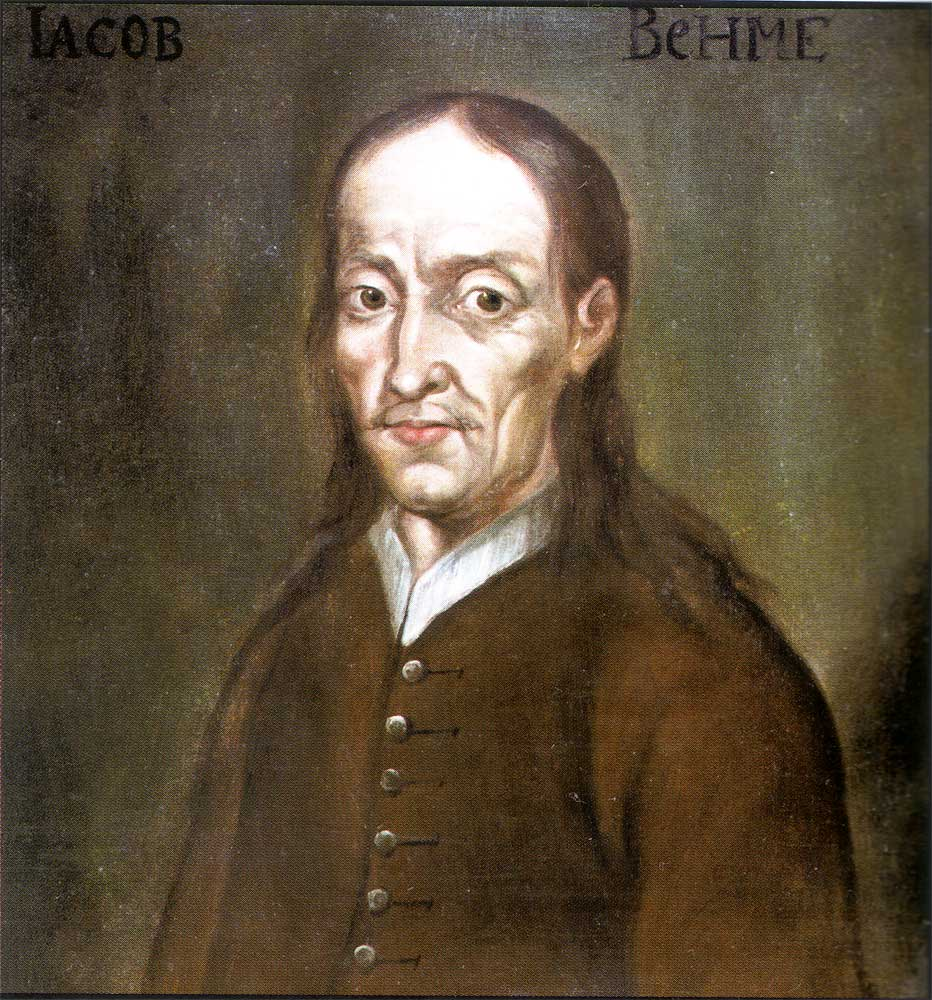
Jakob Böhme

Einen hohen Stellenwert nimmt die wertvolle und umfangreiche Sammlung zu Jakob Böhme ein. Der Mystiker und Theosoph Jakob Böhme (1575–1624) ist zweifellos jene Görlitzer Persönlichkeit, die in der europäischen Geistesgeschichte die größte Wirkung erzielt hat. Das kleine Büchlein „Der Weg zu Christo“ wurde als einzige Schrift Böhmes zu seinen Lebzeiten gedruckt. Es entstand 1623 in der Görlitzer Druckerei von Johannes Rhambau. Erst nach seinem Tode erfuhren Böhmes Schriften durch Drucke eine weltweite Verbreitung.
Heute ist die Sammlung der Literatur von und über den bedeutendsten Görlitzer eine wichtige Aufgabe der Bibliothek. Die ganze Breite der wissenschaftlichen Beschäftigung mit Böhme und seinem Werk wird erfasst. Neben Werkausgaben und Auswahlbänden wird auch Sekundärliteratur erfasst. Die Bibliothek stellt Informationen zur Lebens- und Wirkungsgeschichte Böhmes und bibliographische Angaben für weitere Untersuchungen unter philosophischen, theologischen und philologischen Aspekten bereit.
Mit ca. 1.500 Werken und Aufsätzen besitzt die OLB weltweit die größte Sammlung zu Leben und Werk des Görlitzer Theosophen.

## Galerie

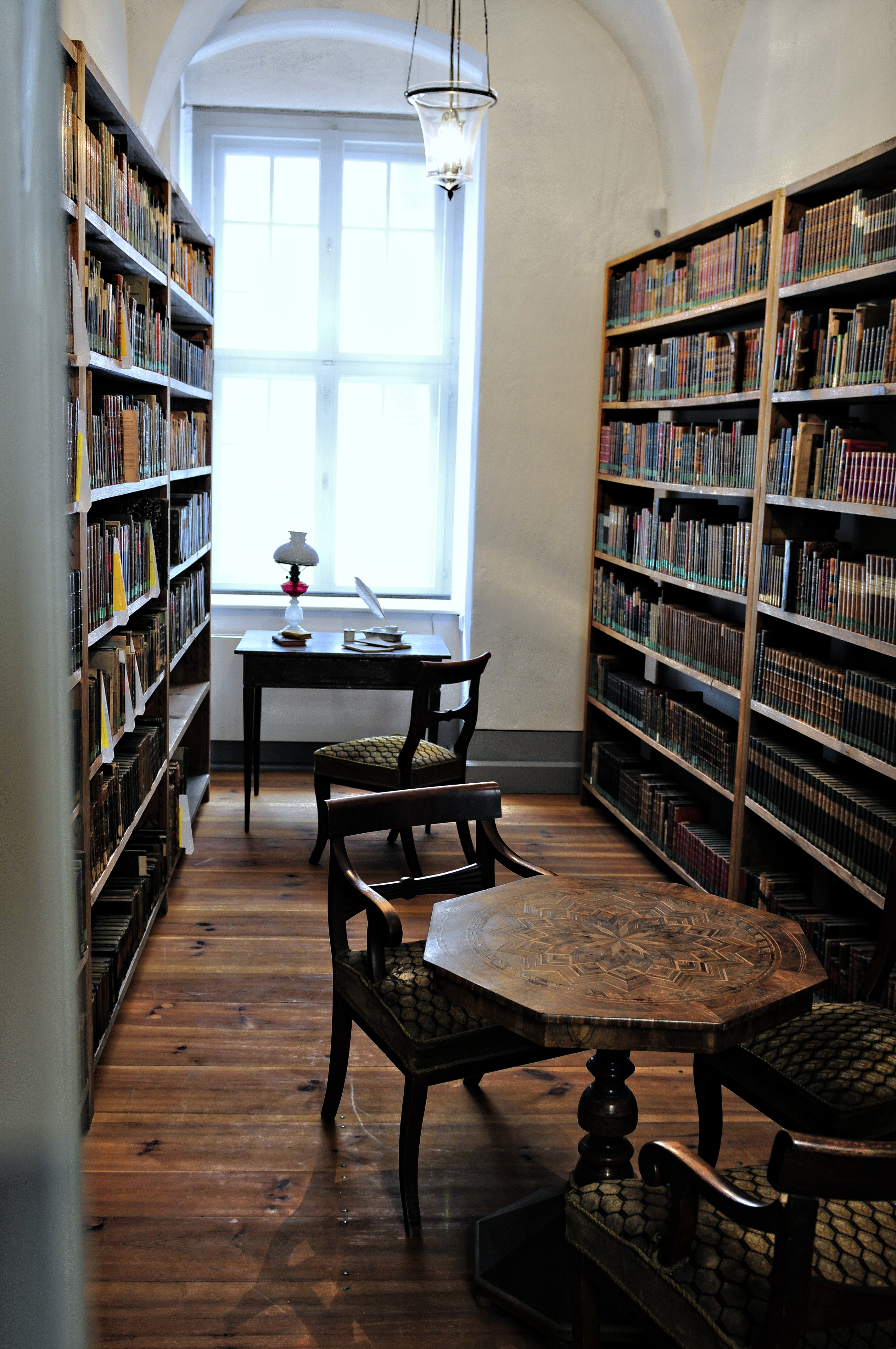
Zimmer des Bibliothekars
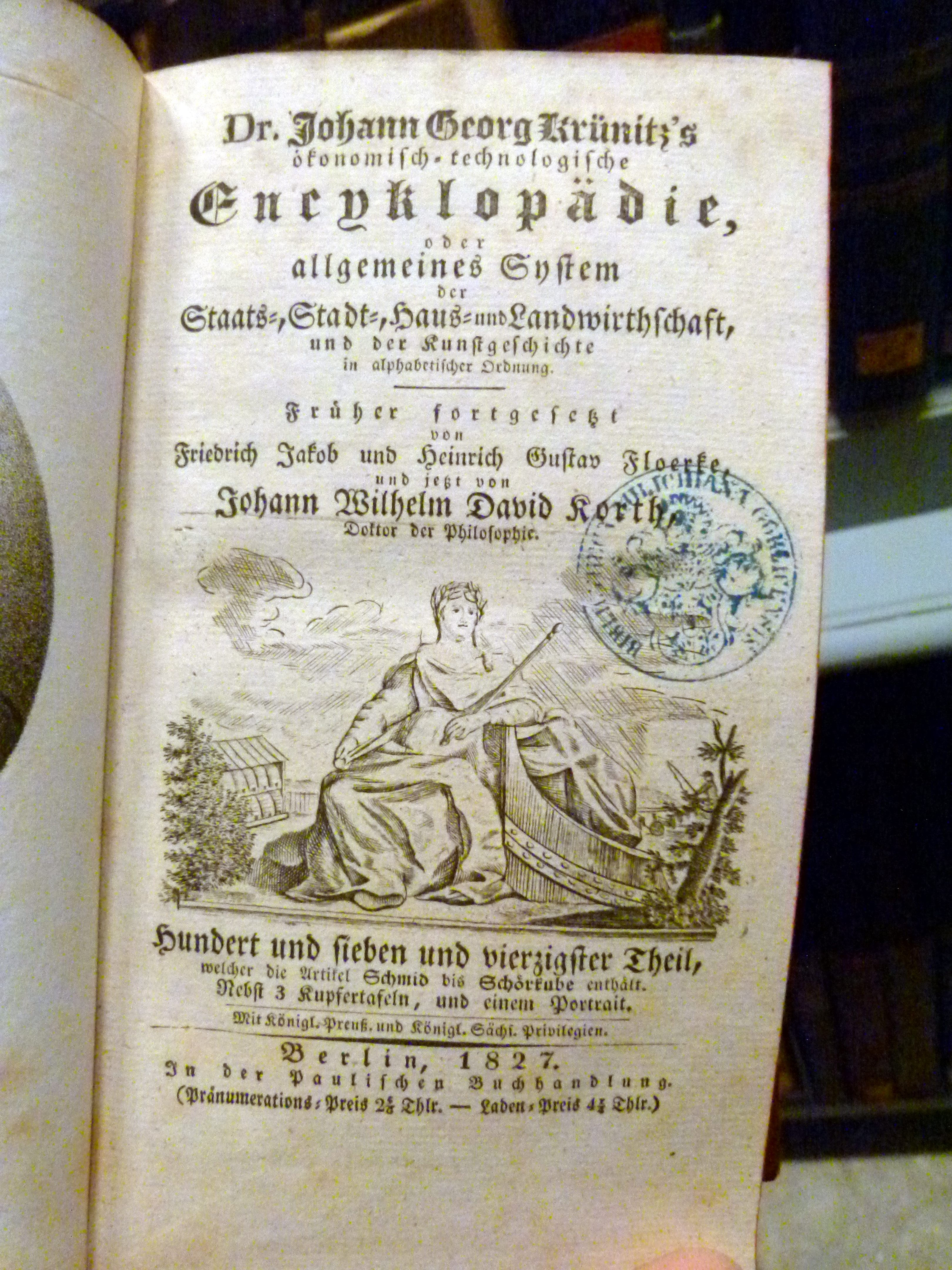
Titelblatt der Oeconomischen Encyclopädie von Johann Georg Krünitz
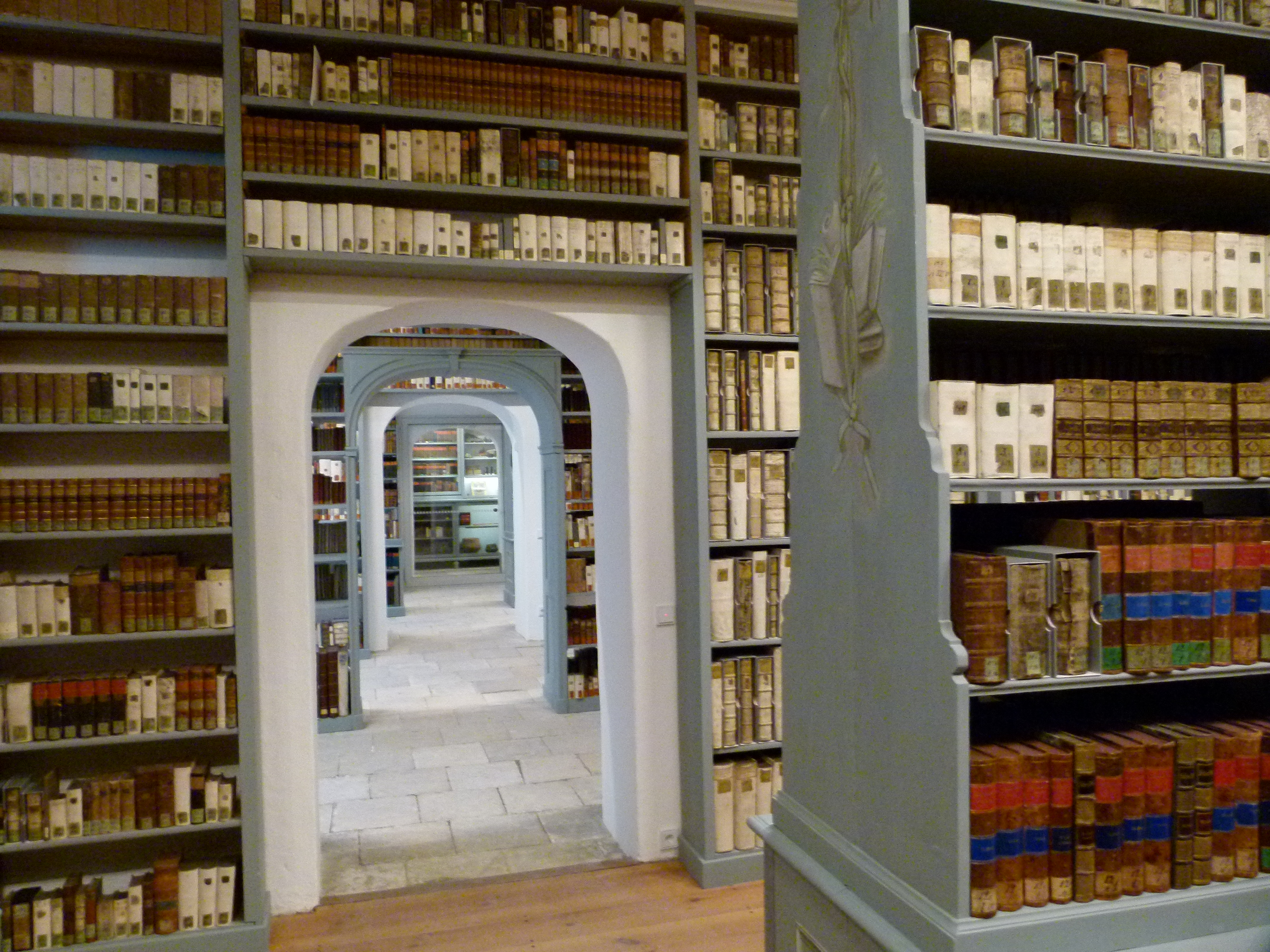
Milichsche Bibliothek mit überwiegend theologischen, historischen und juristischen Werken des 16.–19. Jahrhunderts
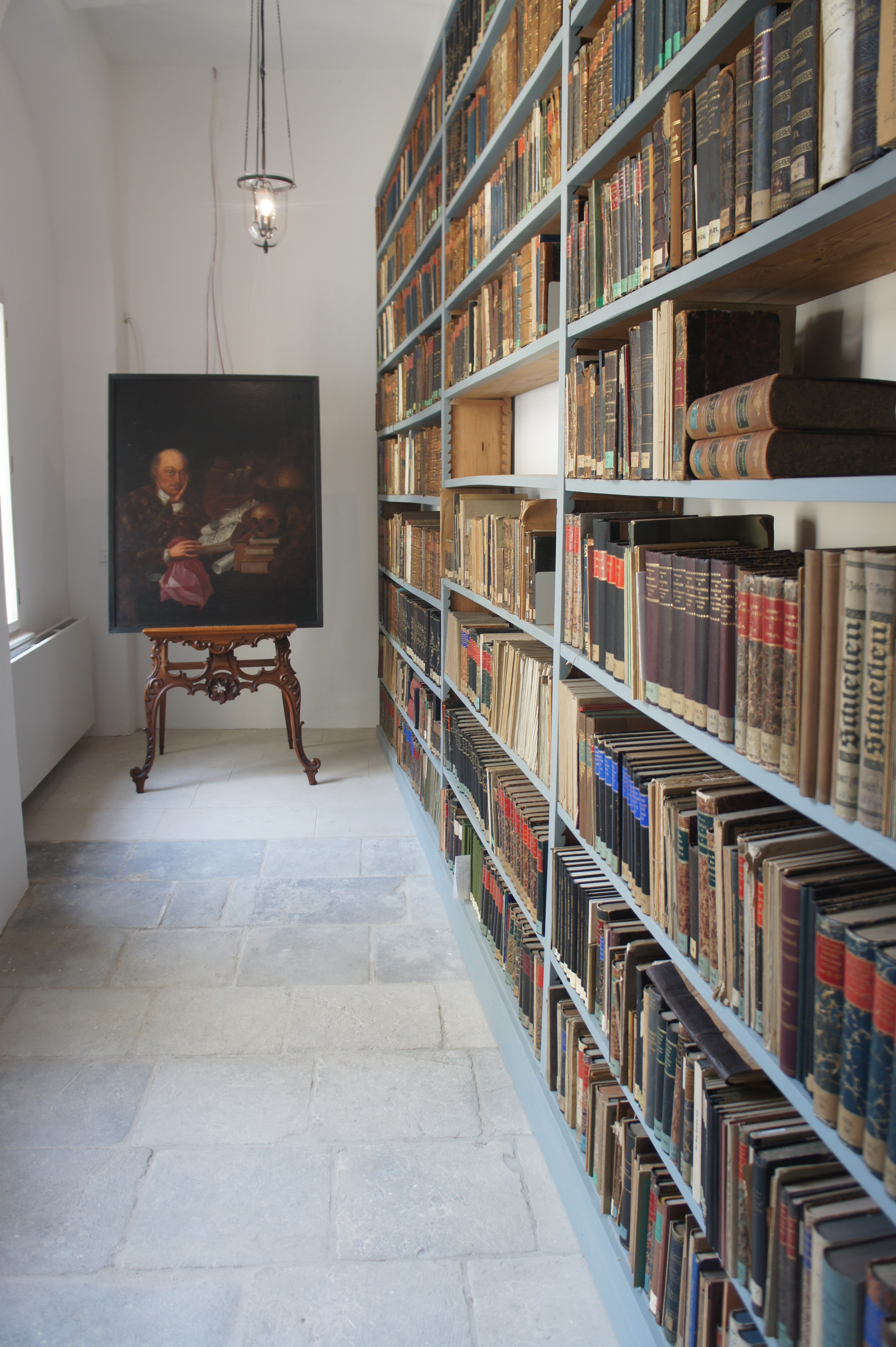